# Tycodesmus parvulus
Tycodesmus parvulus är en mångfotingart som beskrevs av Hoffman 2005. Tycodesmus parvulus ingår i släktet Tycodesmus och familjen Gomphodesmidae. Inga underarter finns listade i Catalogue of Life.